# Justin Brown (Schlagzeuger)
Justin Brown (* 9. April 1984 in Richmond, Kalifornien) ist ein US-amerikanischer Jazz-Schlagzeuger.

## Leben und Wirken
Brown wuchs in Oakland auf und spielte schon als Kleinkind Schlagzeug; erste Erfahrungen sammelte er als Musiker in der Pentecostal Church. Mit zehn Jahren erhielt er Unterricht im Young Musicians Summer Program der University of California, Berkeley. 2002 erhielt er ein Stipendium zum Studium am Dave Brubeck Institute an der University of the Pacific. Nach seinem Abschluss 2004 setzte er seine Studien an der Juilliard School in New York City fort. Dort arbeitete er seitdem mit Musikern wie Kenny Garrett, Christian McBride, Gerald Clayton, Stefon Harris, Esperanza Spalding, Terence Blanchard, Josh Roseman, Gretchen Parlato, Yosvany Terry, Gonzalo Rubalcaba, Bilal, Marko Churnchetz und Vijay Iyer.
Seit den 2000er-Jahren ist Brown Mitglied des Quintetts von Ambrose Akinmusire und Walter Smith III, zu hören auf dem Blue-Note-Album The Imagined Savior Is Far Easier to Paint (2014). 2009 war er Finalist beim Thelonious-Monk-Wettbewerb. Auch arbeitete er mit Pacal und Remy Le Boeuf, außerdem mit Gerald Clayton (Bells on Sand, 2022). Im Bereich des Jazz war er zwischen 2003 und 2021 an 41 Aufnahmesessions beteiligt.  Browns Album NYEUSI (mit Mark Shim, Jason Lindner, Fabian Almazan, Burniss Travis) wurde von The New York Times zu den besten Jazzalben 2018 gewählt. Zu hören ist er u. a. auf Tigran Hamasyans Album StandArt (2022).